# Алекови водопади
Алековите водопади представляват водна каскада в планината Витоша в България.
Разположени са на река Скакавица, по нископланинската обиколна пътека на Витоша, в участъка ѝ между квартали Драгалевци и Симеоново на София.
Водопадите са известни на местното население като Драгалевски / Скакавишки водопади или Скоковете. През 1910 г. са наименувани на основоположника на организирания туризъм в България Алеко Константинов, който често ги е посещавал при своите разходки около Драгалевския манастир „Св. Богородица“.
Обявени са за защитена природна забележителност в Природен парк „Витоша“.

## Описание
Алековите водопади са разположени на около километър и половина от Драгалевския манастир и на около километър от заслона Бай Кръстьо, кв. Драгалевци и хотел „Свети Георги“ над кв. Симеоново.
Предполага се, че общата височина на водопадите е 15 – 20 метра, като по-отчетливо се открояват два водни пада – горен (голям) и долен (малък) водопад.
Горният Алеков водопад (42°36′28.2″ с. ш. 23°18′40.1″ и. д. / 42.607833° с. ш. 23.311139° и. д.) се намира на около 1160 м надморска височина, непосредствено над нископланинската обиколна пътека на Витоша, а долният (42°36′39.6″ с. ш. 23°18′52.9″ и. д. / 42.611° с. ш. 23.314694° и. д.) – на около 1011 м надморска височина, на около 450 метра по-надолу по реката.
Водопадите попадат в гориста зона, поради което се виждат най-добре през зимата или пролетта, преди обилната растителност да ги закрие. Най-пълноводни са през пролетта, по време на топенето на снеговете. Тогава реката може да е толкова пълноводна, че преминаването по нископланинската обиколна пътека да бъде затруднено.

## Маршрути
Намират се над Драгалевци и достъпът до тях е съвсем лесен. До тях може да се стигне по няколко пътя:
- по нископланинската обиколна пътека от Драгалевския манастир към Симеоново се излиза направо на горния водопад.
- по ул. „Хилендарски Манастир“ (Драгалевци) се излиза на сравнително стръмна горска пътека, която върви успоредно на река Скакавица и води до долния водопад.
- от Драгалевци към известния ресторант „Воденицата“, а от там по тесен асфалтов път, отвеждащ до бившата рехабилитационна база „Драгалевци“ (МБАЛ). Тук има паркинг, от който тръгват две пътеки – една по-тясна и не добре очертана пътека, която завива в ляво и преминава зад сградата на санаториума, водеща към долния водопад и още една, по-широка и сравнително стръмна пътека, която тръгва нагоре към горния водопад.

Също така между долния и горния Алеков водопад в близост до самата река върви много стръмна и трудно разпознаваема пътека.

## Галерия
- Горният водопад напролет
- Долният водопад напролет
- Горният водопад през есента
- Долният водопад през есента
- Горният водопад през зимата
- Долният водопад през зимата